# 陈德亮 (气象学家)
陈德亮 （Deliang Chen， 1961年7月21日—），出生于江苏省泰州市，气候学家。1983年毕业于南京大学大气科学系，1992年获德国美因茨大學地球科学博士学位。2000年获瑞典哥德堡大学物理气象学终生教授，2007年，获自然地理学/地理信息学专业「August Röhss教授」榮譽。2002-2007年，先后三次被中国气象局国家气候中心聘任为科学主任；2009年2月至2012年1月出任国际科学理事会执行主任。

## 生平
陈德亮1961年7月21日出生于江苏泰州。1968年进入泰州市东方红小学读书（现大埔中心小学）。1973年，在泰州市第四中学（现田家炳实验中学）就读初中和高中，在学校裡成绩优秀。1979年考入南京大学大气科学系，曾担任南大校学生会的学生干部及校文工团团长。陈德亮在大学時极力推动吉他的普及，编写吉他教程，曾在南大和北京的中科院研究生院举办吉他训练班，影响了當時的一群中国学生。
1983年，陈德亮从南京大学毕业以后，被分配到中国科学院地理研究所，擔任當時的地理所所长左大康的助理研究员，在此期间潜心于科研事业。1989年赴德国馬克斯·普朗克化學研究所和美因茨大学，师从诺贝尔奖得主保羅·克魯岑和其他三位教授，攻读博士学位。主修气候学，辅修理论气象学和应用数学。1992年2月博士毕业后，先后在德国不来梅哈芬的阿富雷德-魏根纳极地和海洋研究所(Alfred-Wegener-Institute)和德国科隆大学地球物理学和气象学研究所做博士后研究。1993年被瑞典哥德堡大学地球科学系聘为物理气象学高级讲师。2000年1月，陈德亮成为物理气象学终生教授。2007年，受瑞典哥德堡大学任命，成为著名的「August Röhss 教授」（自然地理学/地理信息学），是哥德堡大学自1891年成立以来第四名拥有此头衔的教授。

## 学術成就
陈德亮的研究兴趣涉及气候动力和气候模式、瑞典和中国的区域气候，气候变化与大气污染、地统计学与地理信息系统等领域。
20世纪二三十年代Walker系统地提出了全球三大涛动的概念，即北大西洋涛动（NAO）， 北太平洋涛动（NPO）和南方涛动（SO）。欧洲的气候与NAO有密不可分的关系。陈德亮受聘于瑞典哥德堡大学以后，开始利用瑞典观测资料长的特点，对NAO与瑞典区域气候关系的稳定性作了探讨，并同时对这两者在不同尺度上的关系做了成功研究。此项研究填补了国际上这方面的空白,对理解瑞典区域气候变化，以及预测瑞典未来气候变化做出了重要贡献。
陈德亮主要的贡献在于对降尺度技术的发展，这是气候预测和气候变化研究的关健技术之一。世界不同地区气候变化的程度不同，带来的影响也不同，科学家需要利用现有的观测数据和全球气候模式(GCM)，对气候变化在不同地区给地球表层系统带来的影响进行评估，并用科学技术减缓气候变化给人类造成的不利影响。但是，目前GCM的空间分辨率较低（一般300 km），很难满足实际应用的需要，中间需要一种降尺度方法，将大尺度、低分辨率的GCM输出信息转化为区域尺度的地面气候信息(如气温、降水)，从而弥补GCM对区域气候预测的局限性。陈德亮发展了以客观环流分型、随机统计模型、典型相关分析、奇异值分解及多元线性回归为基础的统计降尺度方法和模式。从研究大尺度气候开始，利用统计降尺度方法，对瑞典的地面温度、降水和风场等小尺度气候进行了综合研究。
陈德亮首先利用瑞典的数据提出将统计-动力降尺度方法与大气环流模式相结合，产生当地未来的局地气候变化情景，并用此方法估算了未来气候变化情景预测的不确定性。他利用发展的统计降尺度模式，结合罗斯贝中心的区域气候模式，德国马普所与英国哈得莱中心的大气环流模式，研究未来瑞典气候变化的情景。同时，通过对不同模式、不同降尺度方法的比较，给出了对未来气候变化预测不确定性的估算。其间，他还参与了中国、北极地区、波罗的海地区及联合国IPCC（政府间气候变化专业委员会）的气候变化评估报告的编写，并与两位挪威气候学家合作编纂了关于“统计降尺度技术”的专著。
陈德亮对中国区域的研究集中在城市气候学与大气污染、气候变化对农业和水资源的影响等。
2001年，陈德亮教授应聘中国气象科学研究院院长，却因为加入了瑞典国籍而未能当选。在2002年11月，双方找到一种变通的方式，即陈德亮以科学主任的身份受聘于国家气候中心。2002年至2007年，陈德亮教授先后三次被中国气象局国家气候中心聘任为科学主任。
陈德亮在科学研究、人才培养等诸方面先后与10多个国家、学科的多名科学家合作。为了促进大气科学各分支的合作，陈德亮和其他科学家组建了瑞典哥德堡大气科学中心（Gothenburg Atmospheric Science Centre, GAC），并于2006-2007年出任第二届中心主任。
陈德亮于2009年2月至2012年1月出任国际科学理事会执行主任，成为国际科学理事会自1931年成立以来的首位华人执行主任。

## 其他参考資料
- 陈德亮的个人网页 （页面存档备份，存于）
- 中国科学院国际学术交流中心与北京华夏前程国际教育科技中心 (编). . 原子能出版社. 2006.
- （2005）中国气象局王守荣副局长在中国气象局续聘陈德亮教授为国家气候中心科学主任签字仪式上的讲话. 2005年4月13日
- （2003）赵穆, 陆南. 中国引进外籍人才面临尴尬, 放宽限制呼声渐涨. 2003年11月18日国际先驱导报.
- （2003）凿破禁锢人才的“坚冰”. 2003年12月18日中国青年报.
- （2003）蒋韡薇. 从“星期六工程师”到“人才柔性流动”. 2003年12月25日中国青年报.